# Нейхардт, Александра Александровна
Александра Александровна Нейхардт (1 августа 1920 г., Оренбург — 24 апреля 2007 г., Санкт-Петербург) — советский российский антиковед, доктор исторических наук, специалист в области истории и историографии древнего Северного Причерноморья.

## Биография
Александра Александровна Нейхардт родилась в 1920 году в Оренбурге. Её отец, студент Московского университета, умер в 1921 году. В 1930 году семья переехала в Ленинград. В 1938 году Александра Александровна поступила на исторический факультет ЛГУ. В 1942 году семья эвакуировалась в Йошкар-Ола, где работал отчим. В 1942—1944 годах Нейхардт работала лаборантом-оптиком в Государственном оптическом институте.
В 1944 году вернулась в Ленинград и возобновлена учёбу. Её учителями были профессора Т. Н. Книпович и В. Ф. Гайдукевич. Окончив университет в 1947 году, А. А. Нейхардт поступила в аспирантуру при Ленинградском отделении ИИМК АН СССР, где изучала амфорные клейма. В 1952 году защитила кандидатскую диссертацию на тему «Памятники керамической эпиграфики Мирмекия и Тиритаки как источник для изучения торговых связей Боспорского царства с центрами Причерноморья в эллинистическую эпоху».
В 1951—1955 годах Александра Александровна работала в Музее истории религии и атеизма, курировала раздел «Религия и атеизм древней Греции». С 1955 года работала в Ленинградском отделении Института истории АН СССР. Здесь её коллегой был А. И. Доватур, оказавший большое методологическое влияние на работы А. А. Нейхардт. В 1985 году защитила докторскую диссертацию на тему «Скифский рассказ Геродота в отечественной историографии».

## Научная деятельность
А. А. Нейхардт участвовала в важнейших историко-филологических исследованиях 50-60-х годов. Занималась изучением истории античного рабства, принимала участие в составлении «Корпуса боспорских надписей» (1965), в подготовке коллективного издания «Народы нашей страны в истории Геродота. Тексты. Перевод. Комментарий», вышедшего под редакцией А. И. Доватура, Д. П. Каллистова и И. А. Шишовой (1982). Материал, собранный при работе над этим изданием, лег в основу отдельной монографии А. А. Нейхардт «Скифский рассказ Геродота в отечественной историографии» (1982) и докторской диссертации.
В 90-х годах работала над научной биографией И. И. Толстого ст. в рамках проекта по истории русской византинистики.
Является автором нескольких научно-популярных работ, в том числе многократно переиздававшаяся книга «Семь чудес света», написанная в соавторстве с И. А. Шишовой, переведенная на грузинский, латышский и литовский языки.

## Основные работы
Книги
- Музей истории религии и атеизма. Ленинград. Религия и атеизм Древней Греции. Справочник-путеводитель. М., Л., 1956.
- Происхождение креста. М., 1956; М.: Советская Россия, 1975.
- Семь чудес света. Л., 1960. (в соавт. с И. А. Шишовой).
  - Семь чудес древнего мира. М.; Л., 1966 (в соавт. с И. А. Шишовой; в сер. «Из истории мировой культуры»).
  - Нейхардт А. А., Шишова И. А. Семь чудес древней Ойкумены / Отв. ред. Э. Д. Фролов; АН СССР. — М.: Наука, 1990. — 128, [8] с. — (Из истории мировой культуры). — ISBN 5-02-004735-X.
- Загадка «святого» креста. М.: Госполитиздат, 1963.
- Рабство на периферии античного мира. М., 1968. (в соавт. с Д. П. Каллистовым и И. А. Шишовой; в сер. «Исследования по истории рабства в античном мире»).
- Скифский рассказ Геродота в отечественной историографии. Л., 1982.
- Легенды и мифы Древней Греции и Древнего Рима. СПб., 1998. (на основе книги Н. А. Куна).
- Семь чудес древнего мира. Герои Эллады. М., 1999 (в соавт. с И. А. Шишовой)

Статьи и главы в коллективных трудах
- Древнегреческие ритуальные терракоты // Ежегодник Музея истории религии и атеизма. 1957. № 1.
- К вопросу о политике Евмела на Понте Евксинском (По материалам керамической эпиграфики) // Древний мир. Сб. статей. М., 1962.
- Херсонесские клейма как источник изучения торговых связей Херсонеса и Боспора в эллинистическую эпоху // Проблемы социально-экономической истории Древнего мира. М.; Л., 1963.
- Греко-персидские войны // Хрестоматия по истории Древней Греции. М., 1964, раздел 6. Составитель раздела.
- Расцвет рабовладельческой демократии // Хрестоматия по истории Древней Греции. М., 1964, раздел 7. Составитель раздела.
- Образы античной мифологии в публицистике В. И. Ленина // В. И. Ленин и проблемы истории. Л., 1970.
- И. И. Толстой: ученый, человек, гражданин (штрихи к портрету) // Рукописное наследие русских византинистов в архивах Санкт-Петербурга. СПб., 1999[1].

Составитель и редактор
- Фукидид. История / Подгот. издания (в соавт. с Г. А. Стратановским, Я. М. Боровским). Л., 1981. (Литературные памятники).